# Kody Kapow
Kody Kapow, creato da Alexander Bar, è una serie animata statunitense prodotta dagli studi Jam Filled Entertainment e Zodiak Kids Studios, ed è andata in onda a partire dal 15 luglio 2017 sulla rete Sprout in Nord America e successivamente su DeA Junior e Cartoonito in Italia.

## Trama
Kody è un simpatico bambino nordamericano di 9 anni che si reca in Cina per passare l'estate e visitare la città d'origine della sua famiglia. È lì che incontra i suoi zii, i suoi cugini e il suo vecchio nonno esperto di arti marziali, il Maestro Li, che gli insegna come diventare un vero e proprio supereroe e come trovare l'equilibrio fondamentale tra la forza dei muscoli e quella della mente, e poi a padroneggiare i superpoteri del Drago Zaffiro.

## Episodi
| N° | Titolo                         | Prima TV Italia   |
| -- | ------------------------------ | ----------------- |
| 1  | La torta dei desideri          | 25 settembre 2017 |
| 2  | Alla ricerca di Goji           | 25 settembre 2017 |
| 3  | Epidemia di prurito            | 25 settembre 2017 |
| 4  | L'acquedotto Kapow             | 25 settembre 2017 |
| 5  | Il Tempio dei mille misteri    | 26 settembre 2017 |
| 6  | Le maschere rubate             | 26 settembre 2017 |
| 7  | Il festival degli aquiloni     | 27 settembre 2017 |
| 8  | L'importanza dell'udito        | 27 settembre 2017 |
| 9  | I ravioli da salvare           | 28 settembre 2017 |
| 10 | Che frastuono!                 | 28 settembre 2017 |
| 11 | L'invasione dei conigli        | 29 settembre 2017 |
| 12 | Il mostro del villaggio        | 29 settembre 2017 |
| 13 | Anniversario a sorpresa        | 2 ottobre 2017    |
| 14 | Fuochi d'artificio             | 3 ottobre 2017    |
| 15 | Goji ladro di ravioli          | 4 ottobre 2017    |
| 16 | Le mele del signor Lo          | 5 ottobre 2017    |
| 17 | La macchina della neve         | 11 dicembre 2017  |
| 18 | L'uovo misterioso              | 12 dicembre 2017  |
| 19 | Le bacche zaffiro              | 13 dicembre 2017  |
| 20 | Gli occhiali rubati            | 14 dicembre 2017  |
| 21 | La capretta smarrita           | 15 dicembre 2017  |
| 22 | La mappa del tesoro            | 18 dicembre 2017  |
| 23 | Canestro!                      | 19 dicembre 2017  |
| 24 | Il tesoro del tempio           | 20 dicembre 2017  |
| 25 | Cuccioli all'attacco           | 21 dicembre 2017  |
| 26 | Piccoli grandi eroi            | 22 dicembre 2017  |
| 27 | La fata dei denti              | 12 febbraio 2018  |
| 28 | Ravioli a domicilio            | 13 febbraio 2018  |
| 29 | Il Principe Tigre              | 14 febbraio 2018  |
| 30 | Mogo alla conquista della Luna | 15 febbraio 2018  |
| 31 | Uniti contro il robot          | 16 febbraio 2018  |
| 32 | Il mistero del pacco scomparso | 19 febbraio 2018  |
| 33 | Tutti in campeggio             | 20 febbraio 2018  |
| 34 | L'anello del Dragone           | 21 febbraio 2018  |
| 35 | Salviamo in concerto           | 22 febbraio 2018  |
| 36 | L'uccello d'oro                | 23 febbraio 2018  |
| 37 | Il ventilatore gigante         | 26 febbraio 2018  |
| 38 | La capsula del tempo           | 27 febbraio 2018  |
| 39 | Un ufo nel villaggio           | 11 giugno 2018    |
| 40 | Piccoli Kapow                  | 12 giugno 2018    |
| 41 | Il Festival dei fiori          | 13 giugno 2018    |
| 42 | L'elmo del nonno               | 14 giugno 2018    |
| 43 | La baby-sitter                 | 15 giugno 2018    |
| 44 | La grotta segreta              | 18 giugno 2018    |
| 45 | La grande corsa                | 19 giugno 2018    |
| 46 | Il messaggio nella bottiglia   | 20 giugno 2018    |
| 47 | La festa di metà autunno       | 21 giugno 2018    |
| 48 | Le barche del drago            | 22 giugno 2018    |
| 49 | Dov'è finita Ling Ling?        | 25 giugno 2018    |
| 50 | Il dragone dormiente           | 26 giugno 2018    |
| 51 | La nuvola puzzolente           | 27 giugno 2018    |
| 52 | Il nuovo robot                 | 28 giugno 2018    |